# Biswajit Biswas
Biswajit Biswas (sinh ngày 19 tháng 3 năm 1995 ở Kolkata) là một cầu thủ bóng đá người Ấn Độ thi đấu ở vị trí tiền đạo cho United S.C. ở I-League.

## Sự nghiệp

### Churchill Brothers
Biswas có màn ra mắt cho Churchill Brothers S.C. tại Cúp AFC 2013 ngày 12 tháng 3 năm 2013 trước Semen Padang khi anh vào sân từ phút 85 thay cho Bineesh Balan và Churchill Brothers có kết quả hòa 2–2.

### United
Ngày 1 tháng 9 năm 2013 Biswajit ký hợp đồng với United S.C.. Anh có màn ra mắt ngày 22 tháng 9 năm 2013 trước Rangdajied United trên Sân vận động Salt Lake nơi anh chỉ thi đấu 6 phút và bị thay bởi C.K. Vineeth chung cuộc United giành chiến thắng 2-0.

## Thống kê sự nghiệp

### Câu lạc bộ
Tính đến 14 tháng 6 năm 2014
| Câu lạc bộ          | Mùa giải            | Giải vô địch | Giải vô địch | Cúp Liên đoàn | Cúp Liên đoàn | Cúp Durand | Cúp Durand | AFC     | AFC       | Tổng    | Tổng      |
| Câu lạc bộ          | Mùa giải            | Số trận      | Bàn thắng    | Số trận       | Bàn thắng     | Số trận    | Bàn thắng  | Số trận | Bàn thắng | Số trận | Bàn thắng |
| ------------------- | ------------------- | ------------ | ------------ | ------------- | ------------- | ---------- | ---------- | ------- | --------- | ------- | --------- |
| Churchill Brothers  | 2012–13             | 0            | 0            | 0             | 0             | 0          | 0          | 2       | 0         | 2       | 0         |
| United              | 2013-14             | 13           | 2            | 0             | 0             | 0          | 0          | -       | -         | 13      | 2         |
| Tổng cộng sự nghiệp | Tổng cộng sự nghiệp | 13           | 2            | 0             | 0             | 0          | 0          | 2       | 0         | 15      | 2         |